# Casimir Betel
Betel Casimir, né le 20 Aout 1997, est un athlète tchadien. Il a représenté le Tchad plusieurs fois dans les compétions internationales de taekwondo.

## Biographie
Betel Casimir est né le 20 Aout 1997 à N'Djaména. Il a représenté le Tchad plusieurs fois dans les compétions internationales de taekwondo,.
Il a remporté une médaille de bronze aux Jeux africains de 2019 dans la catégorie masculine dans le catégorie  des -58 kg. Le 1er juillet 2023, Bétel Casimir le taekwondoïste tchadien remporte un médaille d’or pendant  la coupe internationale de Taekwondo d’Allemagne dans la catégorie des -63 kg  et le 13 Avril 2024 il a gagné un autre médaille en Suisse pendant l'Open International . Dans les catégories de-63kg, le 16 juin 2024 s’est déroulé le  championnat d’Europe des clubs 2024 en Albanie d’où il a  remporté une médaille d’or donc il est devenu champion d'Europe. Il remporte la médaille d'or à la 3e édition de l'open international G1 de la solidarité du 29 au 30 juin 2024 à Montargis en France. Le 1er juillet 2024, Casimir Betel, est devenu le numéro un au classement mondial de taekwondo dans la catégorie des moins de 58kg.
Le 12 octobre 2024, il a gagné  à Malabo un médaille en Or lors du « Cup Présidentielle » G2 qui a regroupé plusieurs nations de Taekwondo.
Lors de  la 16ème édition de l’Open international de Taekwondo en février 2025 en Slovénie, il a remporté la médaille d’or dans la catégorie des moins de 58 kilos en finale face à la Pologne,. Lors de la 6ᵉ édition de cette compétition organisée par la World Taekwondo et l’African Taekwondo Union dans la categorie  -58 kg il decroche le medialle d'or.

## Palmarès
- Médaille d'or le 13 avril 2024 à l'open international de Taekwondo en Slovénie.

- Médaille d'or le 23 février 2025 à l'open International de Taekwondo en Slovénie[11].

- Médaille d'or le 16 mars 2025 à l'Open International de Belgique [12].
- Médaille d'or du 26 au 27 avril 2025 lors du President’s Cup G3 en  Éthiopie[13].